# Monumentul „Punctul Rudi al Arcului geodezic Struve”
Monumentul „Punctul Rudi al Arcului geodezic Struve” este un monument amplasat în Rudi, raionul Dondușeni, Republica Moldova. Este un monument istoric și tehnologic de importanță națională inclus în Registrul monumentelor Republicii Moldova ocrotite de stat cu nr. 474A (raionul Dondușeni) în 2006. Datează din 1848.